# 노아 홀리
노아 홀리(영어: Noah Hawley, 1967년 10월 5일 ~ )은 미국의 텔레비전 프로듀서, 각본가, 영화 감독이다. 에미상 수상작 《파고》와 엑스맨 원작의 《리전》이 그의 대표작이다.